# Lotte Confectionery
Lotte Confectionery est une entreprise agroalimentaire sud-coréenne.